# Rika van der Lans
Hendrika Wilhelmina Johanna (Rika) van der Lans (Den Haag, 29 september 1891 – Ravensbrück, februari 1945) was een Nederlands verzetsstrijdster en pensionhoudster. Geïnspireerd op het leven van Van der Lans en haar echtgenoot Waldemar Nods schreef auteur Annejet van der Zijl in 2004 de roman Sonny Boy.

## Levensloop
Van der Lans werd op 29 september 1891 in Den Haag geboren als oudste dochter van handschoenenwasser Hendricus van der Lans en Maria Johanna Jacoba Hartman. Toen Van der Lans ongeveer zestien jaar oud was, kwam ze in contact met Willem Hoogwater. Hoogwater was protestants en de katholieke ouders van Van der Lans waren het niet eens met de relatie tussen hun dochter en Hoogwater. Daarom stuurden ze haar in december 1910 naar de katholieke kostschool Sacré Coeur in Moerdijk. In november 1911 verhuisde ze weer naar Den Haag. Tegen de wens van haar ouders in, trouwde ze op 2 mei 1913 met Hoogwater. Ze was toen al hoogzwanger, op 16 mei beviel zij van een dode dochter.
Hoogwater was werkzaam als opzichter bij Rijkswaterstaat. Daarom verhuisde het echtpaar naar een villa van Rijkswaterstaat in Apeldoorn. In Apeldoorn werden twee kinderen geboren. In 1917 werd Hoogwater overgeplaatst naar een functie in Den Bosch. In Den Bosch werden nog twee kinderen geboren. In 1924 verhuisde het gezin naar Goedereede, nadat Hoogwater was benoemd tot dijkgraaf van Goeree-Overflakkee.
Van der Lans viel door haar opvallende gedrag op bij de lokale gereformeerde bevolking. Zo zou zij wilde dansfeesten hebben georganiseerd en zwom zij in zee bij Ouddorp. Het huwelijk tussen Van der Lans en Hoogwater begon scheuren ter vertonen. Hoogwaters agressieve karakter kwam steeds meer tot uiting, waardoor Van der Lans in februari 1928 besloot naar Den Haag te vluchten met haar jongste kind. Zij verbleef in Den Haag bij haar jongere zus Jo. Haar oudere kinderen verhuisden in juni van dat jaar ook naar Den Haag en werden met hun moeder herenigd.
Van der Lans verhuisde op 20 november 1928 naar een huurwoning in de Azaleastraat. Om voor inkomsten te zorgen, verhuurde zij een kamer aan de Surinaamse student Waldemar Hugh Nods (Paramaribo, 1 september 1908). In 1929 raakte zij zwanger van Nods. Nadat zij het nieuws aan haar oudste zoon had meegedeeld, vertrokken hij en zijn jongere broer naar hun vader. Toen de zoon van Van der Lans en Nods ter wereld kwam, was Van der Lans officieel nog getrouwd met Hoogwater. Hun zoon kreeg de naam Waldemar, maar stond bekend als 'Waldy'. In maart liet Hoogwater het kind ontkennen. Hoogwater vroeg een scheiding aan, die op 4 juli 1930 werd uitgesproken. Na de scheiding gingen de kinderen bij hun vader wonen. Het contact tussen Van der Lans en haar twee oudste kinderen bleef moeizaam, zij mochten hun moeder slechts één keer per jaar zien. Vanwege een huurachterstand werden Van der Lans, Nods en hun zoon in de zomer van 1930 uit de huurwoning gezet. Zij trokken in bij Jo, de zus van Van der Lans waar zij al eerder had verbleven.

### Oprichting van Pension Nods
Tot 1932 leefden Van der Lans, Nods en hun zoon in armoede en verhuisden zij regelmatig. Nods was werkzaam als leerling-boekhouder bij de Hollandsche Hypotheekbank. In 1932 opende Van der Lans Pension Nods, later omgedoopt tot Pension Walda. Het pension liep goed en Van der Lans ging op zoek naar een betere locatie. Op 17 maart 1937 trouwden Van der Lans en Nods. Het gezin woonde op dat moment aan de Zeekant 56 in Scheveningen.

## Tweede Wereldoorlog
Aan het begin van de Tweede Wereldoorlog herstelde het contact tussen Van der Lans en drie van haar vier kinderen uit haar eerste huwelijk. In de zomer van 1940 werden Duitse militairen ingekwartierd in het pension. Het gezin moest hun huis in 1942 verlaten vanwege de aanleg van de Atlantikwall. Ze verbleven enkele weken in Rijswijk en keerden daarna terug naar Scheveningen. Terwijl Van der Lans het pension bestierde, werkte Nods als boekhouder-correspondent bij het ministerie van Economische Zaken.
Scheveningen was aan het begin van de oorlog niet meer de toeristische trekpleister die het voor de oorlog was geweest. Doordat in het pension nu ruimte vrij was, werd het gebruikt voor het verbergen van Joodse onderduikers. Op deze manier werd Pension Walda een doorgangshuis. Hoe Van der Lans en Nods betrokken zijn geraakt bij het verzetswerk is onbekend, maar dit is wellicht gegaan via de katholieke kerk.
In 1943 werd het gezin gedwongen naar Den Haag te verhuizen. Doordat Van der Lans formeel vijf kinderen had, had zij recht op een grotere woning. In Den Haag kreeg zij daarom een woning met twee verdiepingen toegewezen in de Pijnboomstraat 63. Ook deze woning werd een adres voor onderduikers.
Op 18 januari 1944 werden Van der Lans, Nods en hun zoon verraden en opgepakt. Hun zoon kwam kort na zijn arrestatie vrij en werd ondergebracht bij familie. Van der Lans en Nods werden overgebracht naar het Oranjehotel, waar ze werden ondervraagd door Kees Kaptein. Van der Lans werd tot een levenslange gevangenisstraf veroordeeld voor het helpen van Joden en op 10 mei 1944 gedeporteerd naar Kamp Vught. Vanaf daar werd ze op 6 september 1944 naar Ravensbrück gedeporteerd. In Ravensbrück kreeg zij gevangenennummer 67001. Van der Lans overleed in februari 1945, waarschijnlijk vanwege een dysenterie-epidemie. Nods overleefde concentratiekamp Neuengamme, maar kwam op 3 mei 1945 om bij een bombardement op de Cap Arcona.

## Sonny Boy
In 2004 schreef Annejet van der Zijl het boek Sonny Boy dat gebaseerd is op het leven van Van der Lans en Nods. Een deel van het boek is gebaseerd op de brieven die Nods schreef aan zijn zoon Waldy “Sonny Boy” Nods. Het boek werd in 2011 verfilmd en in 2022 opgevoerd als theaterstuk.
Waldy Nods groeide na de oorlog op in een pleeggezin. Hij overleed op 27 mei 2015 in Hilversum.

## Eerbetoon
Haar naam staat vermeld op de Erelijst van Gevallenen 1940-1945.